# جائزة كتالونيا الكبرى للدراجات النارية 2002
جائزة كتالونيا الكبرى للدراجات النارية 2002 هو سباق دراجات نارية أقيم بتاريخ 16 يونيو 2002 في حلبة دي كاتلونيا. كان الجولة السادسة من أصل 16 في سباق الجائزة الكبرى للدراجات النارية موسم 2002. فاز الإيطالي فالنتينو روسي بفئة الموتو جي بي بينما جاء الياباني توهرو أوكاوا في المركز الثاني وحصل على المركز الثالث الإسباني كارلوس تشيكا.

## وصلات خارجية
- الموقع الرسمي